# Callionymus russelli
 Callionymus russelli és una espècie de peix de la família dels cal·lionímids i de l'ordre dels cipriniformes que es troba a Papua Nova Guinea.